# Ройтерс
„Ройтерс“ (на английски: Reuters) е информационна агенция със седалище в Лондон. Това е втората по големина информационна агенция в света (след AP) и най-голямата по приходи. Тя предоставя новини на повечето големи медийни агенции, което ѝ създава голямо влияние в медиите и общественото мнение по света. Според доклад на Комисията по проблемите на комуникацията на ЮНЕСКО за Reuters са абонирани над 6500 вестници и 400 радио- и телевизионни станции в 153 страни.

## История

### XIX век
Агенция Ройтерс е основана от Пол Ройтер през 1851 г. Създадена е след развитието на телеграфа, който отваря нови възможности за прехвърляне на бизнес, новини и други новини. Първоначално компанията отразява търговските новини и обслужва банки, брокери и компании. Агенцията изгражда репутация на първата, която публикува новини от чужбина. Например тя е първата в Европа, която докладва за убийството на Ейбрахам Линкълн през 1865 г. През 1872 г. Ройтерс се разширява до Далечния Изток, а през 1874 г. и до Южна Америка. Разширяването става възможно благодарение на напредъка на технологиите и телеграфа. През 1883 г. Ройтерс започва да изпраща електронни съобщения до лондонски вестници.

### XX век
През 1923 г. Ройтерс започва да използва радио за излъчване на новини по света и е пионер в тази област. През 1925 г. Асоциацията на пресата на Обединеното кралство (PA) придобива по-голямата част от акциите на агенцията и няколко години по-късно завършва придобиването и става едноличен собственик. По време на Световните войни вестник „Гардиън“ съобщава, че Ройтерс „обслужва националните интереси под натиск от британското правителство. През 1941 г. Ройтерс е освободен от натиска на преструктурирането като частна компания“. Новите собственици създават фондация Ройтерс. През същата година PA продава половината Ройтерс на Асоциацията на издателите на вестници, а съвместната собственост е разширена през 1947 г. на представители на вестници в Нова Зеландия и Австралия. По това време са написани принципите на Reuters за доверие, за да не се нарушава независимостта на компанията.
През 1984 г. компанията излиза като публична компания на фондови борси като Лондонската фондова борса и NASDAQ.

### XXI век
По време на dot-com балона цената на акциите нараства и след това пада през 2001 г. През 2002 г. Britannica пише, че по-голямата част от световните новини идват от три големи агенции: AP, Reuters и френската информационна агенция.
Притежава 196 офиса в 94 държави. За нея работят няколко хиляди журналисти по целия свят. Предлага както общи, така и специализирани финансови новини.
През 2008 г. нейната майчина организация „Ройтерс Груп“ се обединява с канадско-американската Корпорация „Томсън“, която контролира 53% от новата компания, носеща името „Томсън Ройтерс“ (Thomson Reuters).